# Beruwala
Beruwala és una ciutat del districte de Kalutara a la província Occidental de Sri Lanka, governada per un Consell Urbà. El nom Beruwala és derivat de la paraula singalesa que indica el lloc on la vela és abaixada. Fou el primer establiment musulmà a l'illa establert per comerciants àrabs al voltant del segle viii. Una població rellevant de musulmans, molts d'ells mercaders, encara viuen a la ciutat—particularment al "Fort de la Xina". La Mesjid-ul-Abrar és un lloc característic de Beruwala i la més vella mesquita de Sri Lanka; va ser construït per comerciants àrabs en una península rocosa que mira cap a la ciutat. El 2001 figura al cens amb 33.453 habitants.
Beruwala és també la llar d'Al-Fasiyatul Nasriya Muslim Balika Maha Vidyalaya, el qual és la primera i més antiga escola de noies a Sri Lanka (va ser damnada pel tsunami del 2004).(xinès)
Beruwala és el punt d'inici de 130 quilòmetres de platja. Als darrers anys s'han donat passos pel desenvolupament d'aquesta àrea. La badia al voltant és ideal per banyar-se l'any sencer.

## Ciutats agermanades
Beruwala està agermanada amb:
- Reading, Regne Unit[1]